# Donji Kokoti
Donji Kokoti är en ort i Montenegro. Den ligger i den södra delen av landet, 7 km sydväst om huvudstaden Podgorica. Donji Kokoti ligger 26 meter över havet och antalet invånare är 523.
Terrängen runt Donji Kokoti är kuperad åt nordväst, men åt sydost är den platt. Runt Donji Kokoti är det ganska glesbefolkat, med 48 invånare per kvadratkilometer. Närmaste större samhälle är Podgorica, 7,0 km nordost om Donji Kokoti. Trakten runt Donji Kokoti består till största delen av jordbruksmark.